# Hamilton (Alabama)
Hamilton es una ciudad ubicada en el condado de Marion en el estado estadounidense de Alabama. En el censo de 2020, su población era de 7042 habitantes y una densidad poblacional de 71.43 personas por km².

## Demografía
En el 2000 la renta per cápita promedia del hogar era de $27,489, y el ingreso promedio para una familia era de $34,485. El ingreso per cápita para la localidad era de $17,505. Los hombres tenían un ingreso per cápita de $26,362 contra $18,681 para las mujeres.

## Geografía
Hamilton se encuentra ubicada en las coordenadas 34°8′7″N 87°59′20″O / 34.13528, -87.98889 (34.135305, -87.988980),
Según la Oficina del Censo de los EE. UU., la ciudad tiene un área total de 36.12 millas cuadradas (93.55 km²).